# شن بر
 شن بر (انگلیسی: Shane Barr؛ زاده ۲۱ اکتبر ۱۹۶۹) یک تنیس‌باز اهل استرالیا است.